# ベニ (コンゴ民主共和国)
ベニ（Beni）は、コンゴ民主共和国北キヴ州の都市。2025年1月31日より同州の臨時州都となっている。ヴィルンガ国立公園の西方、ルウェンゾリ山地にあり、イトゥリ雨林に隣接している。
70km南東にウガンダ国境との町Kasindiが位置し、ベニ空港を有する地域の経済的な中心地である。2013年2月の段階では、国際連合コンゴ民主共和国安定化ミッションによりネパールの歩兵1個大隊とヨルダンの特殊部隊1個中隊が駐留している。

## 歴史
1894年、植民地化の進行と共に村として成立した。それ以前の記録は宣教師によるものなど少数が残されており、スワヒリ語を学んだ記録があることから当時よりスワヒリ語が話されていたと推定される。
当初は北イトゥリ州に属したが1902年にキヴ州に変更された。
ベルギー領コンゴではKasindiをウガンダ及びケニアへの交易地点とすることで経済の中心地として発展し、教会、学校、行政機関などが置かれた。
1970年代中頃から1980年代は、ロブスタコーヒーノキとアラビカコーヒーノキの2種を栽培することでコーヒー産業で栄えた。だが、1990年のコーヒー価格の下落と、同時期に発生したモブツ政権による圧政、原油価格高騰によるコスト増、品質低下、病害などにより、コーヒー産業は破綻した。さらに治安の悪化により交通の安全が確保できず、危機的な状況を生じることになった。
第一次、第二次の2度のコンゴ戦争を通じて都市部に難民が流入、ベニもまたその例外ではなく規模を拡大することになった。そして、この環境で経済的に成長を遂げることになったベニは、都市化が進行することになった。
1998年、市に昇格。ベニ空港を郊外に整備し更なる発展を図っているが、2012年の段階で市の電化は未完となっている。
2013年5月、マイマイによる襲撃が行われ、これに対抗して国際連合コンゴ民主共和国ミッションが1個旅団を展開し掃討に当たる事件が発生した。
2019年11月、ベニおよび周辺地域で民主同盟軍（ADF）の活動が活発化し、約1カ月間に100人近くの死者を出す事態となった。地域住民らの怒りから生じたデモの矛先は、同地に展開している国際連合コンゴ民主共和国安定化派遣団（MONUSCO）にも及び、同月25日にはベニ近郊にある駐留地の事務所の一つが放火された。
2025年1月、北キヴ州の州都ゴマが3月23日運動に占領されたため、新任のEvariste Kakule Somo知事はベニを臨時州都に指定した。州知事は暫定的にベニ市役所に執務する。